# Liste der Teilnehmer an der Krönungsprozession 1953
Die Liste der Teilnehmer an der Krönungsprozession 1953 bei der Prozession zur Krönung britischer Monarchen in die Westminster Abbey ist ein Abbild der Regierung des Vereinigten Königreiches in ihrem parlamentarischen, höfischen und klerikalen Aspekten. Die Träger der höchsten Ämter der Britischen Monarchie haben in ihr einen traditionellen Platz.
Die Würdenträger schreiten dabei in festgesetzter Reihenfolge zu ihren vorgegebenen Plätzen. Alle Würdenträger und Geistliche, die an der Prozession teilnehmen, haben dabei reale oder symbolische Aufgaben während der Krönungsliturgie. 
Bei der Krönung von Elisabeth II. am 2. Juni 1953 war die Prozession wie folgt gegliedert:

## Geistliche Würdenträger
| Amt                                                                                | Person/Titel                                                                            | Anmerkungen |
| ---------------------------------------------------------------------------------- | --------------------------------------------------------------------------------------- | --- |
| The Abbey Beadle (Kirchdiener)                                                     | Mr. G. F. Calvert                                                                       | |
| The Chaplains (Die Kapläne von Westminster Abbey)                                  | The Very Reverend Professor John Baillie, D.D.                                          | (1886–1960) |
| The Chaplains (Die Kapläne von Westminster Abbey)                                  | The Reverend Thomas Malcolm Layng, CBE, MC, M.A.                                        | (1892–1958) |
| The Chaplains (Die Kapläne von Westminster Abbey)                                  | The Reverend Canon L. M. Andrews, CVO, MBE, MC, M.A.                                    | |
| The Chaplains (Die Kapläne von Westminster Abbey)                                  | The Reverend Prebendary A. R. H. Grant, CVO, TD, D.D.                                   | |
| The Chaplains (Die Kapläne von Westminster Abbey)                                  | The Reverend Andrew Nevile Davidson, D.D.                                               | (1899–1976) |
| The Chaplains (Die Kapläne von Westminster Abbey)                                  | The Reverend Canon H. S. Stephenson, M.A.                                               | |
| The Chaplains (Die Kapläne von Westminster Abbey)                                  | The Reverend Philip Thomas Byard Clayton, CH, MC, M.A.                                  | (1885–1972) |
| The Chaplains (Die Kapläne von Westminster Abbey)                                  | The Reverend Canon Charles Earle Raven, D.D.                                            | (4. Juli 1885–8. Juli 1964) 1932–1950 Regius Professor of Divinity an der Universität Cambridge                     |
| The Chaplains (Die Kapläne von Westminster Abbey)                                  | The Reverend Canon Guy Rogers, MC, B.D.                                                 | |
| The Domestic Chaplains                                                             | The Reverend John Lamb, CVO, B.D.                                                       | |
| The Domestic Chaplains                                                             | The Reverend Hector Anderson, MVO, B.D.                                                 | |
| The Domestic Chaplains                                                             | The Reverend Maurice Foxell, MVO, M.A.                                                  | |
| Die Repräsentanten der Freien Kirchen                                              |                                                                                         | |
| Der Vorsitzende der Union der Kongregationalistischen Kirchen of England and Wales | Ebenezer Cunningham, Esq., M.A.                                                         | (1881–1977) |
| Der Moderator der presbyterianischen Kirche von England                            | The Right Reverend Professor Thomas Walter Manson, M.A., D.Litt.                        | (1893–1958) |
| Der Präsident der Baptist Union of Great Britain and Ireland                       | The Reverend Arthur Henry Bonser                                                        | (1918–6. Oktober 2006)                                                                                              |
| Der Präsident der Konferenz der Methodistischen Kirche Großbritanniens             | The Reverend Colin Roberts                                                              | |
| Der Moderator des Rates der freikirchlichen Gemeinden                              | The Reverend Hugh Martin, M.A., D.D.                                                    | |
| Die Repräsentanten der Church of Scotland                                          |                                                                                         | |
| Der Ex-Moderator der Generalversammlung (1948)                                     | The Very Reverend Alexander Macdonald, D.D.                                             | |
| Der Ex-Moderator der Generalversammlung (1946)                                     | The Very Reverend John McKenzie, CIE, D.D.                                              | |
| Der Moderator der Generalversammlung                                               | The Right Reverend Professor James Pitt Watson, D.D.                                    | (* 9. November 1893)                                                                                                |
| Der Dekan und die Stiftsherren von Westminster Abbey                               |                                                                                         | |
| Die Präbendarküster                                                                | Mr. Algernon John Robert Greaves, MBE, MVO                                              | (24. Dezember 1910–24. September 2000), 1944–1953 Küster, 1953–1975 Dean’s Verger.                                  |
| Das Kreuz von Westminster                                                          | getragen von The Reverend Christopher Hildyard, MVO, M.A.                               | (1901 – Mai 1987) 1928–1973 Kapitelherr                                                                             |
| Das Kreuz von Westminster                                                          | als Stellvertreter der Kuraten und Sakristen, Reverend Jocelyn H. T. Perkins, CVO, D.D. | (1870–1962) Theologe und Autor                                                                                      |
|                                                                                    | The Reverend Canon Edward Frederick Carpenter, Ph.D.                                    | (27. November 1910–26. August 1998) Kapitelherr von 1951 bis 1974 und von 1974 bis 1984 Dekan der Westminster Abbey |
| Der Erzdiakon                                                                      | The Venerable Adam Fox, D.D.                                                            | (1883–1977), 1941–1964 Kapitelherr                                                                                  |
|                                                                                    | The Reverend Canon Charles Hugh Egerton Smyth, M.A.                                     | 1946–1956 |
|                                                                                    | The Reverend Canon Stephen Jack Marriott, M.A.                                          | (1886–1964) 1937–1963                                                                                               |
| Der Dekanatsküster                                                                 | Mr. G. C. Drake, MVO                                                                    | |
| Der Dekan von Westminster                                                          | The Very Reverend Alan Campbell Don, KCVO, D.D.                                         | |

## Vertreter der Ritterorden

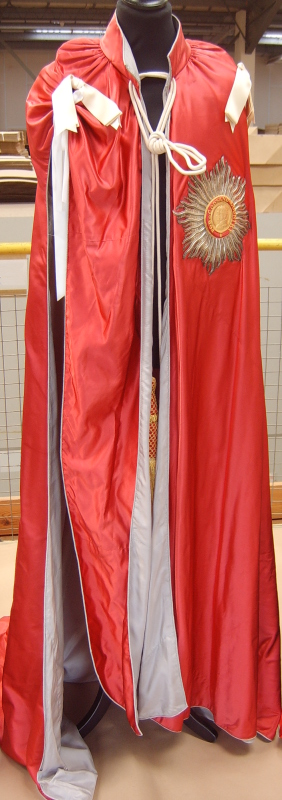
Ordensmantel Knight Grand Cross of the Order of the British Empire
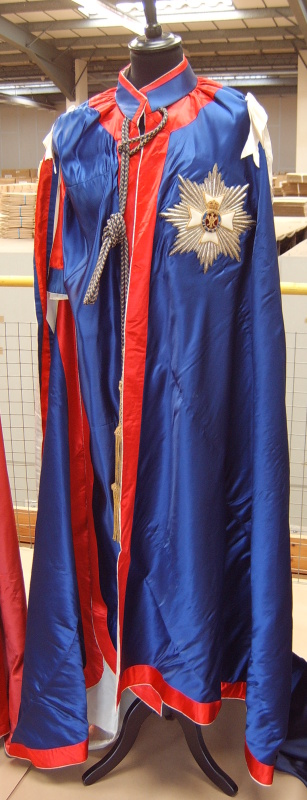
Ordensmantel des Knight Grand Cross of the Royal Victorian Order
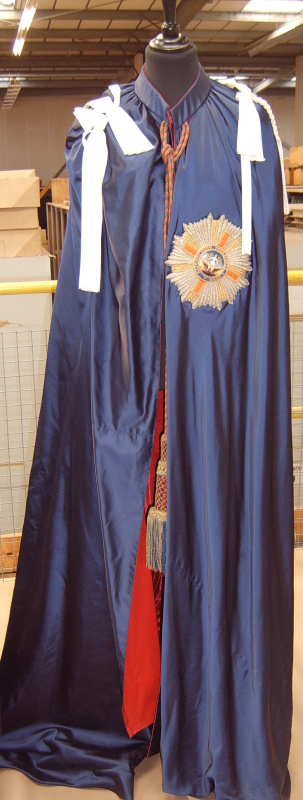
Ordensmantel Knight Grand Cross of the Order of St. Michael and St. George
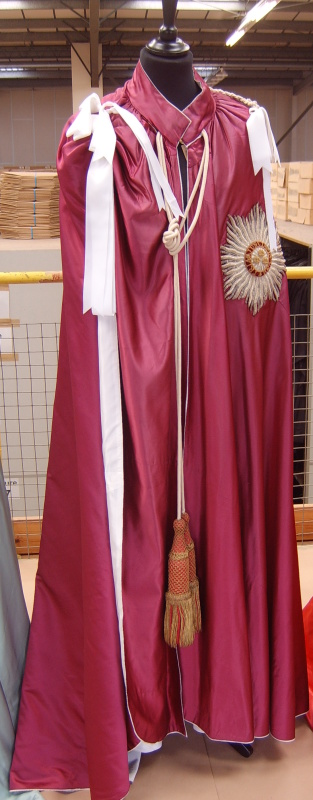
Ordensmantel Knight Grand Cross of the Order of the Bath
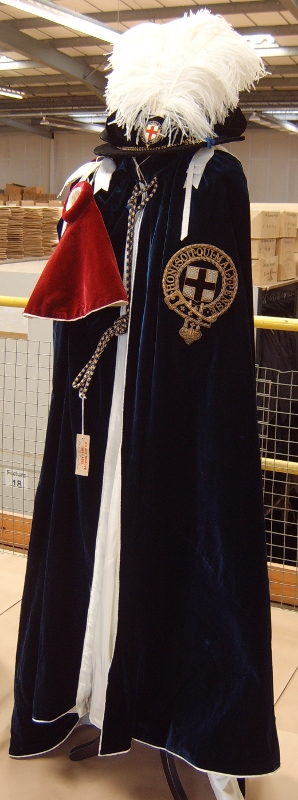
Ordensmantel Knight Companion of the Order of the Garter

| Amt                                                        | Person/Titel                                                                  | Anmerkungen |
| Herolde I.                                                 | Herolde I.                                                                    | Herolde I. |
| ---------------------------------------------------------- | ----------------------------------------------------------------------------- | --- |
| Fitzalan Pursuivant Extraordinary                          | Alexander Colin Cole, Esq.                                                    | (1922–2001) 1978–1992 Garter Principal King of Arms                                                                                              |
| Portcullis Pursuivant of Arms                              | Charles St. Clair, Master of Sinclair                                         | (1914–2004) 1957 17. Lord Sinclair |
| Rouge Dragon Pursuivant of Arms                            | Robin de la Lanne-Mirrlees, Esq.                                              | (13. Januar 1925–23. Juni 2012) 1952–1962 Rouge Dragon, 1962–1967 Richmond Herald. Vater des Delmenhorster Oberbürgermeister Patrick de La Lanne |
| Kintyre Pursuivant of Arms                                 | Captain Rupert Iain Kay                                                       | (1919–1985) 1957 11. Baronet Moncreiffe of that Ilk                                                                                              |
| Unicorn Pursuivant of Arms                                 | Lieut.-Colonel Gordon Dalyell of the Binns, CIE                               | (* 1890 – † 15. September 1953) 1939–1953 Unicorn.                                                                                               |
| Carrick Pursuivant of Arms                                 | James M. Grant, Esq.                                                          | (1903–1981) 1969–1981 Lord Lyon King of Arms |
| Die Offiziere der Ritterorden                              |                                                                               | |
| The Most Excellent Order of the British Empire             |                                                                               | |
| The Gentleman Usher of the Purple Rod                      | Sir Ernest Arthur Gowers, GCB, GBE                                            | (1880–1966) |
| Der Sekretär                                               | Sir Edward Bridges, GCB, GCVO, MC                                             | (1892–1969) 1957 1. Baron Bridges |
| The King of Arms                                           | Air Marshal Sir Charles Roderick Carr, KBE, CB, DFC, AFC                      | (1891–1971) |
| The Royal Victorian Order                                  |                                                                               | |
| Der Kaplan                                                 | The Reverend Cyril Cresswell, CVO, M.A.                                       | |
| The Most Distinguished Order of St. Michael and St. George |                                                                               | |
| Der Gentleman Usher of the Blue Rod                        | Admiral Sir Alan Geoffrey Hotham, KCMG, CB                                    | (1876–1959) |
| Der Registrar                                              | Sir Percivale Liesching, GCMG, KCB                                            | (1895–1973) |
| Der King of Arms                                           | Sir (George) Nevile (Maltby) Bland, KCMG, KCVO                                | (1886–1972) |
| Der Sekretär                                               | Sir Thomas Lloyd, GCMG, KCB.                                                  | |
| Der Prälat                                                 | The Right Reverend Wilfred Askwith, D.D., Bischof von Blackburn               | (1890–1962); 1954–1962 Bischof von Gloucester |
| The Most Hounourable Order of the Bath                     |                                                                               | |
| Der stellvertretende Sekretär                              | Brigadier Ivan De la Bere, CVO, CBE                                           | (1893–1970), später Major-General, |
| Der Gentleman Usher of the Scarlet Rod                     | Major-General Douglas Neil Wimberley, CB, DSO, MC                             | (1896–1983) |
| Der Registrar und Sekretär                                 | Air Vice-Marshal Sir Charles Alexander Holcombe Longcroft, KCB, CMG, DSO, AFC | (1883–1958) |
| Der King of Arms                                           | Air Chief Marshal Sir James Milne Robb, GCB, KBE, DSO, DFC, AFC               | (1895–1968) |
| The Most Ancient and Most Noble Order of the Thistle       |                                                                               | |
| Der Gentleman Usher of the Green Rod                       | Colonel Sir Edward Daymonde Stevenson, KCVO, MC                               | (1895–1958) |
| The Most Noble Order of the Garter                         |                                                                               | |
| Der Registrar                                              | Dean of Windsor, The Right Reverend Eric Knightley Chetwode Hamilton, M.A.    | (1890–1962) |
| Der Ordenskanzler                                          | Edward Frederick Lindley Wood, 1. Earl of Halifax KG, OM, GCSI, GCIE, TD      | (1881–1959) |
| Der Ordenskanzler                                          | sein Coronet, getragen von seinem Pagen Benedick Peake, Esq.                  | |
| Herolde II.                                                |                                                                               | |
| Marchmont Herald                                           | Lieut.-Colonel John William Balfour Paul, DSO                                 | (1873–1957) |
| Rothesay Herald                                            | Lieut.-Colonel Harold Andrew Balvaird Lawson                                  | (1899–1985) |
| Albany Herald                                              | Major Charles Ian Fraser of Reelig                                            | (1903–1963) |

## Standartenträger
| Flagge                                     | Person/Titel                                                                                       | Anmerkungen                                               |
| ------------------------------------------ | -------------------------------------------------------------------------------------------------- | --------------------------------------------------------- |
| Die Flagge von Ceylon                      | getragen von Seiner Exzellenz Sir Edwin A. P. Wijeyeratne, KBE                                     | (1889–1968)                                               |
| Die Flagge von Pakistan                    | getragen von Seiner Exzellenz Mirza Abol Hassan Ispahani                                           | (1902–1981)                                               |
| Die Flagge von Südafrika                   | getragen von Seiner Exzellenz Dr. Albertus L. Geyer                                                |                                                           |
| Die Flagge von Neuseeland                  | getragen von Seiner Exzellenz Sir Frederick Widdowson Doidge, KCMG                                 | (1884–1954)                                               |
| Die Flagge des Commonwealth von Australien | getragen von Seiner Exzellenz Hon. Sir Thomas Walter White, KBE, DFC, VD                           | (1888–1957)                                               |
| Die Flagge von Kanada                      | getragen von Seiner Exzellenz Norman Alexander Robertson                                           | (1904–1968)                                               |
| Die Flagge des Vereinigten Königreichs     | getragen von Captain John Lindley Marmion Dymoke                                                   | (* 1926) The Queen’s Champion                             |
| Die Flagge des Fürstentums Wales           | getragen von William Ormsby-Gore, 4. Baron Harlech, KG, GCMG                                       | (1885–1964)                                               |
| Die Flagge des Fürstentums Wales           | sein Coronet, getragen von seinem Pagen Julian Ormsby-Gore, Esq.                                   | (1941–1974)                                               |
| Flaggen der Quarterings of the Royal Arms  | getragen von William Sidney, 6. Baron De L’Isle and Dudley, VC                                     | (1909–1991); 1956 1. Viscount De L’Isle                   |
| Flaggen der Quarterings of the Royal Arms  | sein Coronet, getragen von seinem Pagen George Jeffreys, Esq.                                      |                                                           |
| Flaggen der Quarterings of the Royal Arms  | Edward John Stanley, 18. Earl of Derby, MC                                                         | (1918–1994) Lord Lieutenant of Lancashire 1951–1968       |
| Flaggen der Quarterings of the Royal Arms  | sein Coronet, getragen von seinem Pagen Henry Milles-Lade, Viscount Trowley                        | (1940–1996) 1970 5. Earl Sondes                           |
| Flaggen der Quarterings of the Royal Arms  | Henry Scrymgeour-Wedderburn, 11. Earl of Dundee                                                    | (1902–1983) Hereditary Royal Standard-Bearer for Scotland |
| Flaggen der Quarterings of the Royal Arms  | sein Coronet, getragen von seinem Pagen Christopher James Makins, Esq.                             | (1942–2006) 1996 2. Baron Sherfield                       |
| Die Königliche Flagge                      | getragen von Field Marshal Bernard Law Montgomery, 1. Viscount Montgomery of Alamein, KG, GCB, DSO | (1887–1976)                                               |
| Die Königliche Flagge                      | sein Coronet, getragen von seinem Pagen Nicholas Wright, Esq.                                      |                                                           |

## Mitglieder des königlichen Hofstaates
| Amt | Person/Titel                                                                                        | Anmerkungen |
| Member of the Royal Household | Member of the Royal Household                                                                       | Member of the Royal Household                                                                                            |
| --- | --------------------------------------------------------------------------------------------------- | --- |
| The Vice-Chamberlain of the Household                                                                                             | Sir Henry Gray Studholme, Esq.                                                                      | (1899–1987) 1956 1. Baronet konservativer Politiker                                                                      |
| The Treasurer of the Household | Sir Cedric Drewe, Esq., KCVO                                                                        | (1896–1971) konservativer Politiker                                                                                      |
| The Comptroller of the Household                                                                                                  | Major Sir Roger John Edward Conant                                                                  | (1899–1973) 1954 1. Baronet, konservativer Politiker                                                                     |
| The Keeper of the Jewel House auf einem Polster den Krönungsring, die armillae (Armreife) und das Jewelled Sword of State tragend | Alexander Hardinge, 2. Baron Hardinge of Penshurst, GCB, GCVO, MC                                   | (1894–1960) Privatsekretär von Edward VIII. und Georg VI.                                                                |
| The Keeper of the Jewel House auf einem Polster den Krönungsring, die armillae (Armreife) und das Jewelled Sword of State tragend | handelnd für Major-General Sir Hervey Degge Wilmot Sitwell, CB, MC                                  | (1896–1973) |
| Herolde III. | | |
| Bluemantle Pursuivant | James Arnold Frere, Esq.                                                                            | (20. April 1920–26. November 1994), 1945–1956 Bluemantle, 1956–1960 Chester Herold.                                      |
| Rouge Croix Pursuivant | John Riddell Bromhead Walker, Esq., MC                                                              | (21. Juni 1913–9. September 1984), 1947–1953 Rouge Croix, 1954–1968 Lancaster Herold, 1968–1978 Clarenceux King of Arms. |
| | | |
| The Knights of the Garter Ausgewählt um den Baldachin für die Salbung der Königin zu halten                                       | Wentworth Beaumont, 2. Viscount Allendale, KG, CB, CBE, MC                                          | (1890–1956) |
| The Knights of the Garter Ausgewählt um den Baldachin für die Salbung der Königin zu halten                                       | sein Coronet, getragen von seinem Pagen Hon. George Andrew Beaumont                                 | (1938–1960) |
| The Knights of the Garter Ausgewählt um den Baldachin für die Salbung der Königin zu halten                                       | Hugh Fortescue, 5. Earl Fortescue, KG, CB, OBE, MC                                                  | (1888–1958) |
| The Knights of the Garter Ausgewählt um den Baldachin für die Salbung der Königin zu halten                                       | sein Coronet, getragen von seinem Pagen James Sherbrooke Waldegrave, Viscount Chewton               | (* 1940) 1995 13. Earl Waldegrave                                                                                        |
| The Knights of the Garter Ausgewählt um den Baldachin für die Salbung der Königin zu halten                                       | Gerald Wellesley, 7. Duke of Wellington, KG                                                         | (1885–1972) |
| The Knights of the Garter Ausgewählt um den Baldachin für die Salbung der Königin zu halten                                       | sein Coronet, getragen von seinem Pagen Michael Thomas Jeremy Clyde, Esq.                           | (* 1941) Schauspieler und Sänger                                                                                         |
| The Knights of the Garter Ausgewählt um den Baldachin für die Salbung der Königin zu halten                                       | William Arthur Henry Cavendish-Bentinck, 7. Duke of Portland, KG                                    | (1893–1977) |
| The Knights of the Garter Ausgewählt um den Baldachin für die Salbung der Königin zu halten                                       | sein Coronet, getragen von seinem Pagen Hon. Leslie Bruce Hacking                                   | (* 16. Juni 1940) |
| | | |
| The Lord Chamberlain of the Household                                                                                             | Lawrence Lumley, 11. Earl of Scarbrough, KG, GCSI, GCIE, TD                                         | (1896–1969) konservativer Politiker                                                                                      |
| The Lord Chamberlain of the Household                                                                                             | sein Coronet, getragen von seinem Pagen David Fraser McEwen, Esq.                                   | (25. September 1938–23. Juni 1976)                                                                                       |
| The Lord Steward of the Household                                                                                                 | Douglas Douglas-Hamilton, 14. Duke of Hamilton and 11. Duke of Brandon, KT, GCVO, AFC               | (1903–1973) |
| The Lord Steward of the Household                                                                                                 | sein Coronet, getragen von seinem Pagen Angus Alan Douglas Douglas-Hamilton, Marquess of Clydesdale | (1938–2010) 1973 15. Duke of Hamilton and 12. Duke of Brandon                                                            |
| Der Lord Privy Seal | The Right Hon. Henry Frederick Comfort Crookshank                                                   | (1893–1961) 1956 1. Viscount Crookshank                                                                                  |

## Die Premierminister der Mitglieder desCommonwealth
| Amt                                                 | Person/Titel                                                 | Anmerkungen              |
| --------------------------------------------------- | ------------------------------------------------------------ | ------------------------ |
| Der Premierminister von Ceylon                      | The Hon. Dudley Shelton Senanayake                           | (1911–1973)              |
| Der Premierminister von Pakistan                    | The Hon. Muhammad Ali Bogra                                  | (1909–1963)              |
| Der Premierminister von Indien                      | Mr. Jawaharlal Nehru                                         | (1889–1964)              |
| Der Premierminister von Südafrika                   | the Hon. Dr. Daniel François Malan                           | (1874–1959)              |
| Der Premierminister von Neuseeland                  | The Right Hon. Sidney George Holland, CH                     | (1893–1961) 1957 geadelt |
| Der Premierminister des Commonwealth von Australien | The Right Hon. Robert Gordon Menzies, CH, QC                 | (1894–1978)              |
| Der Premierminister von Kanada                      | The Right Hon. Louis Stephen Saint-Laurent, QC               | (1882–1973)              |
| Der Premierminister des Vereinigten Königreichs     | The Right Hon. Sir Winston Spencer-Churchill, KG, OM, CH, TD | (1874–1965)              |

## Die Erzbischöfe
| Amt                           | Person/Titel                                                         | Anmerkungen                                                                                                 |
| ----------------------------- | -------------------------------------------------------------------- | --- |
| Das Kreuz von York            | getragen von The Reverend T. W. I. Cleasby, M.A.                     | |
| Der Erzbischof von York       | The Most Reverend Cyril Forster Garbett, D.D.                        | (1875–1955)                                                                                                 |
| Der Erzbischof von York       | begleitet vom Reverend Prebendary Philip William Wheeldon, OBE, M.A. | (1913–1992) 1954–1961 Bischof von Whitby 1961–1965 und 1968–1976 Bischof von Kimberley und Kuruman          |
| Der Lord High Chancellor      | Gavin Turnbull Simonds, 1. Baron Simonds                             | (1881–1971) 1954 Viscount Simonds                                                                           |
| Der Lord High Chancellor      | begleitet von seinem Pursebearer T. Cokayne, Esq.                    | |
| Der Lord High Chancellor      | sein Coronet, getragen von seinem Pagen Andrew Parker Bowles, Esq.   | (* 1939) |
| Das Kreuz von Canterbury      | Getragen von John Sanderson Long, M.A.                               | (21. Juli 1913–4. Juni 2008), 1946–1953 Kaplan des Erzbischofs von Canterbury, 1970–1981 Erzdiakon von Ely. |
| Der Erzbischof von Canterbury | The Most Reverend Geoffrey Francis Fisher, D.D.                      | (1887–1972)                                                                                                 |
| Der Erzbischof von Canterbury | begleitet von Reverend Eric G. Jay, Ph.D.                            | später Professor der Theologie an der McGill University, Montreal, Kanada                                   |
| Der Erzbischof von Canterbury | und Reverend Canon Ian Hugh White-Thomson, M.A.                      | (1905–1997) 1963–1976 Dekan der Universität Canterbury                                                      |

## Der Duke of Edinburgh
| Amt                                                     | Person/Titel                                                                | Anmerkungen |
| Herolde IV.                                             | Herolde IV.                                                                 | Herolde IV. |
| ------------------------------------------------------- | --------------------------------------------------------------------------- | --- |
| Arundel Herald Extraordinary                            | Dermot Michael Macgregor Morrah, Esq.                                       | (1896–1974) |
| Norfolk Herald Extraordinary                            | Hugh Stanford London, Esq.                                                  | (1884–1959) |
| Somerset Herald                                         | Michael Roger Trappes-Lomax, Esq.                                           | (1900–1972) |
| Lord Lyon King of Arms                                  | Sir Thomas Innes of Learney, KCVO                                           | (1893–1971) |
| Windsor Herald                                          | Richard Preston Graham-Vivian, Esq., MC                                     | (1896–1979) |
| Der Harbinger des Honourable Corps of Gentlemen at Arms | Major-General Arthur Reginald Chater, CB, DSO, OBE                          | (1896–1979) |
| Der Flaggenträger                                       | Major-General Hon. Maurice Anthony Wingfield, CMG, DSO                      | (1883–1956) |
| Drei Gentlemen-at-Arms                                  |                                                                             | |
| The Queens Consort                                      | Admiral of the Fleet His Royal Highness The Duke of Edinburgh, KG, KT, GBE  | (1921–2021) |
| The Queens Consort                                      | sein Coronet, getragen von seinem Pagen MJ. Nigel Gier-Rees, Midshipman, RN | (* 19. Dezember 1934; † 28. Oktober 1973 in Plymouth) als Flag Offizier                                                 |
| Drei Gentlemen-at-Arms                                  |                                                                             | |
| Der Stallmeister des Duke of Edinburgh                  | Squadron-Leader Sir Beresford Peter Torrington Horsley, AFC                 | (1921–2001) 1974 Air Marshal                                                                                            |
| Der Schatzmeister des Duke of Edinburgh                 | Lieut-General Sir Frederick Arthur Montague Browning, KBE, CB, DSO          | (1896–1965) |
| Der Privatsekretär des Duke of Edinburgh                | Lieut.-Commander John Michael Avison Parker, MVO, RN                        | (1920–2002) |
| Serjeant-At-Arms                                        | Lieut.-Commander (S) Albert W. Stone, MVO, MSM, RN                          | |
| Serjeant-At-Arms                                        | George A. Titman, Esq., CBE, MVO                                            | |
| Herolde V.                                              |                                                                             | |
| Richmond Herald                                         | Anthony Richard Wagner, Esq.                                                | (1908–1995) 1931 Portcullis, 1943 Richmond, 1961–1978 Garter Principal King of Arms, 1978–1995 Clarenceux King of Arms. |
| York Herald                                             | Aubrey John Toppin, Esq., MVO                                               | (1881–1969) 1957–1966 Norroy and Ulster King of Arms                                                                    |
| Chester Herald                                          | John Dunamace Heaton-Armstrong, Esq., MVO                                   | (1888–1967) 1956–1967 Clarenceux King of Arms                                                                           |
| Lancaster Herald                                        | Archibald George Blomefield Russell, Esq., CVO                              | (1879–1955) 1954–1955 Clarenceux King of Arms                                                                           |

## Träger derRegaliendes Vereinigten Königreichs
| Regalie                                         | Träger | Anmerkungen                                                        |
| ----------------------------------------------- | --- | ------------------------------------------------------------------ |
| Saint Edwards Stab                              | getragen von James Heathcote-Drummond-Willoughby, 3. Earl of Ancaster, TD                                                               | (1907–1983)                                                        |
| Saint Edwards Stab                              | sein Coronet, getragen von seinem Pagen George John Aird, Esq.                                                                          | (* 1940) 1973 4. Baronet                                           |
| Das Zepter mit dem Kreuz                        | getragen von Marshal of the Royal Air Force Charles Frederick Algernon Portal, 1. Viscount Portal of Hungerford KG, GCB, OM, DSO, MC    | (1893–1971)                                                        |
| Das Zepter mit dem Kreuz                        | sein Coronet, getragen von seinem Pagen Winston Spencer Churchill, Esq.                                                                 | (1940–2010)                                                        |
| ein Goldener Sporn                              | getragen von Richard Francis Roger Yarde-Buller, 4. Baron Churston                                                                      | (1910–1991)                                                        |
| ein Goldener Sporn                              | sein Coronet, getragen von seinem Pagen Hon. William Wellesley Grosvenor                                                                | (* 12. September 1942; † 28. September 2002)                       |
| ein Goldener Sporn                              | getragen von Albert Edward Delaval Astley, 21. Baron Hastings                                                                           | (1882–1956)                                                        |
| ein Goldener Sporn                              | sein Coronet, getragen von seinem Pagen Philip Gurdon, Esq.                                                                             |                                                                    |
| Das dritte Schwert                              | getragen von Walter Montagu Douglas Scott, 8. Duke of Buccleuch, 10. Duke of Queensberry, KT, GCVO.                                     | (1894–1973)                                                        |
| Das dritte Schwert                              | sein Coronet, getragen von seinem Pagen Charles John Dawnay, Esq.                                                                       | (* 1938) Neffe des Duke                                            |
| Das Schwert der Barmherzigkeit                  | getragen von Hugh Algernon Percy, 10. Duke of Northumberland                                                                            | (1914–1988)                                                        |
| Das Schwert der Barmherzigkeit                  | sein Coronet, getragen von seinem Pagen Edward Elwes, Esq.                                                                              |                                                                    |
| Das zweite Schwert                              | getragen von Alexander Frederic Douglas-Home, 14. Earl of Home                                                                          | (1903–1995) 1963–1964 konservativer Premierminister                |
| Das zweite Schwert                              | sein Coronet, getragen von seinem Pagen David Alexander Cospatrick Douglas-Home, Lord Dunglass                                          | (1943–2022) 1995 15. Earl of Home (Sohn des Earl)                  |
| Norroy and Ulster King of Arms                  | Sir Gerald Woods Wollaston, KCB, KCVO                                                                                                   | (1874–1957) 1930–1944 Garter Principal King of Arms                |
| Clarenceux King of Arms                         | Sir Arthur William Steuart Cochrane, KCVO                                                                                               | (1872–1954)                                                        |
| The Lord Mayor of London mit dem Kristallzepter | The Right Hon. Sir Rupert De la Bere | (1893–1978) Nov. 1953 1. Baronet                                   |
| Garter Principal King of Arms                   | Hon. Sir George Rothe Bellew, CVO | (1899–1993) 1950–1961 Garter King of Arms                          |
| The Gentleman Usher of the Black Rod            | Lieut.-General Sir Brian Gwynne Horrocks, KCB, KBE, DSO, MC                                                                             | (1895–1985)                                                        |
| The Lord Great Chamberlain                      | George Horatio Charles Cholmondeley, 5. Marquess of Cholmondeley                                                                        | (1883–1968)                                                        |
| The Lord Great Chamberlain                      | sein Coronet, getragen von seinem Pagen Nicholas James Christopher Lowther, 2. Viscount Ullswater                                       | (* 1942) konservativer Politiker im House of Lords                 |
| The Lord High Steward of Ireland                | John George Charles Henry Alton Alexander Chetwynd-Talbot, 21. Earl of Shrewsbury, 6. Earl Talbot                                       | (1914–1980)                                                        |
| The Lord High Steward of Ireland                | sein Coronet, getragen von seinem Pagen John Chetwynd-Talbot, Esq.                                                                      |                                                                    |
| The High Constable of Scotland                  | Gilbert Allan Rowland Boyd, 6. Baron Kilmarnock, MBE                                                                                    | (1903–1975)                                                        |
| The High Constable of Scotland                  | als Stellvertreter für Diana Denyse Hay, 23. Countess of Erroll                                                                         | (1926–1978)                                                        |
| The High Constable of Scotland                  | sein Coronet, getragen von seinem Pagen Hon. Robin Jordan Boyd                                                                          | (* 1941) Sohn des Baron Kilmarnock                                 |
| The Great Steward of Scotland                   | David Alexander Robert Lindsay, 28. Earl of Crawford, 11. Earl of Balcarres, GBE                                                        | (1900–1975)                                                        |
| The Great Steward of Scotland                   | als Stellvertreter für H.R.H. the Duke of Rothesay (H.R.H. the Duke of Cornwall)                                                        | 1958 Prince of Wales, 2022 König Charles III.                      |
| The Great Steward of Scotland                   | sein Coronet, getragen von seinem Pagen Hon. Thomas Richard Lindsay                                                                     | (* 1937) dritter Sohn des Earl of Crawford                         |
| The Earl Marshal                                | Bernard Marmaduke Fitzalan-Howard, 16. Duke of Norfolk, KG, GCVO                                                                        | (1908–1975)                                                        |
| The Earl Marshal                                | begleitet von seinen beiden Pagen Duncan Henry Davidson, Esq.                                                                           | (* 1941) Neffe des Duke                                            |
| The Earl Marshal                                | Hon. James Reginald Drummond | (* 1938) zweiter Sohn des 17. Earl of Perth                        |
| The Sword of State                              | getragen von Robert Arthur James Gascoyne-Cecil, 5. Marquess of Salisbury, KG                                                           | (1893–1972) konservativer Politiker (Leader of the House of Lords) |
| The Sword of State                              | sein Coronet, getragen von seinem Pagen William Hugh Amherst Cecil, Esq                                                                 | (1940–2009) 1980 4. Baron Amherst of Hackney                       |
| The Lord High Constable of England              | Field Marshal Alan Francis Brooke, 1. Viscount Alanbrooke, KG, GCB, OM, DSO                                                             | (1883–1963)                                                        |
| The Lord High Constable of England              | begleitet von seinen beiden Pagen Henry Neville Lindley Keswick, Esq.                                                                   | (* 1939) 2009 Sir                                                  |
| The Lord High Constable of England              | Charles Anthony Selby McCreery, Esq. | (* 1939)                                                           |
| The Rod with the Dove                           | getragen von Frederick Charles Gordon-Lennox, 9. Duke of Richmond, Lennox and Gordon und Herzog von Aubigny                             | (1904–1989)                                                        |
| The Rod with the Dove                           | sein Coronet, getragen von seinem Pagen Sir Simon Warley Frederick Benton Jones, Esq                                                    | (* 1941) 1972 4. Baronet                                           |
| Saint Edward’s Crown                            | getragen von The Lord High Steward Admiral of the Fleet Andrew Browne Cunningham, 1. Viscount Cunningham of Hyndhope, KT, GCB, OM, DSO, | (1883–1963)                                                        |
| Saint Edward’s Crown                            | begleitet von seinen beiden Pagen Julian Alexander Ludovic James, Esq.                                                                  | (* 1939)                                                           |
| Saint Edward’s Crown                            | Martin Brett, Esq. |                                                                    |
| The Orb                                         | getragen von Field Marshal Harold Rupert Leofric George Alexander, 1. Earl Alexander of Tunis, KG, GCB, GCMG, CSI, DSO, MC              | (1891–1969)                                                        |
| The Orb                                         | sein Coronet, getragen von seinem Pagen Hon. Brian James Alexander                                                                      | (* 1939) zweiter Sohn des Earls                                    |
| The Paten                                       | getragen vom Bischof von London, The Right Reverend John William Charles Wand, D.D.                                                     | (1885–1977) vormals Bischof von Brisbane                           |
| The Bible                                       | getragen vom Bischof von Norwich, The Right Reverend Percy Mark Herbert, D.D.                                                           | (1885–1968)                                                        |
| The Chalice                                     | getragen vom Bischof von Winchester, The Right Reverend Alwyn Terrell Petre Williams, D.D.                                              | (1888–1968)                                                        |

## Die Königin und ihr Gefolge
| Amt | Person/Titel | Anmerkungen                                                                             |
| --- | --- | --------------------------------------------------------------------------------------- |
| The Clerk of the Cheque and Adjutant | Lt.-Colonel Hon. Osbert Versey, CMG, CBE                                                                                      |                                                                                         |
| zehn Gentleman-at-Arms | |                                                                                         |
| Bischof von Bath and Wells | The Right Reverend Harold William Bradfield, D.D.                                                                             | (1898–1960)                                                                             |
| The Queen in ihrer königlichen Robe aus purpurnen Samt, umsäumt mit Hermelin und belegt mit goldenen Applikationen Sie trägt die Collane des Hosenbandordens; auf ihrem Haupt ein Diadem von Edelsteinen. | |                                                                                         |
| Bischof von Durham | The Right Reverend Arthur Michael Ramsey, D.D.                                                                                | (1904–1988) 1961–1974 Erzbischof von Canterbury                                         |
| The Lieutenant of the Gentlemen at Arms | Brigadier General Sir Harvey Kearsley, KCVO, CMG, DSO                                                                         |                                                                                         |
| zehn Gentleman-at-Arms | |                                                                                         |
| Ihrer Majestäts Schleppe, getragen durch The Mistress of the Robes assistiert von | Mary Cavendish, Dowager Duchess of Devonshire                                                                                 | (1895–1988) 1953–1967 Mistress of the Robes                                             |
| Ihrer Majestäts Schleppe, getragen durch The Mistress of the Robes assistiert von | Lady Jane Antonia Frances Vane-Tempest-Stewart                                                                                | (* 1932) Tochter des 8. Marquess of Londonderry, ⚭ 1965 Max Rayne, Baron Rayne          |
| Ihrer Majestäts Schleppe, getragen durch The Mistress of the Robes assistiert von | Lady Mary Baillie-Hamilton | (* 1934) Tochter des 12. Earl of Haddington                                             |
| Ihrer Majestäts Schleppe, getragen durch The Mistress of the Robes assistiert von | Lady Anne Veronica Coke | (* 1932) ⚭ 3. Baron Glenconner                                                          |
| Ihrer Majestäts Schleppe, getragen durch The Mistress of the Robes assistiert von | Lady Nancy Jane Marie Heathcote-Drummond-Willoughby                                                                           | (* 1939) 1983 28. Baroness Willoughby de Eresby                                         |
| Ihrer Majestäts Schleppe, getragen durch The Mistress of the Robes assistiert von | Lady Moyra Kathleen Hamilton                                                                                                  | (* 1930) ⚭ 1966 Commander Peter Colin Drummond Campbell                                 |
| Ihrer Majestäts Schleppe, getragen durch The Mistress of the Robes assistiert von | Lady Lady Rosemary Mildred Spencer-Churchill                                                                                  | (* 1929) Tochter von John Spencer-Churchill, 10. Duke of Marlborough                    |
| Ihrer Majestäts Schleppe, getragen durch The Mistress of the Robes assistiert von | das Coronet der Mistress of the Robes, getragen von ihrem Pagen, Peregrine Cavendish, Marquess of Hartington                  | (* 1944) 2004 12. Duke of Devonshire                                                    |
| The Groom of the Robes | Captain Sir Harold Campbell, KCVO, DSO, RN                                                                                    | (1888–1969)                                                                             |
| Ladies of the Bedchamber | (Ann) Fortune FitzRoy, Countess of Euston                                                                                     | (* 1920) 1970 Duchess of Grafton                                                        |
| Ladies of the Bedchamber | Elizabeth Mary Yorke, Countess of Leicester                                                                                   | (1912–1985) Mutter von Lady Anne V. Coke                                                |
| Women of the Bedchamber | Lady Alice Egerton | (1923–1977) unverheiratet und 24 Jahre Woman of the Bedchamber                          |
| Women of the Bedchamber | Mrs. Alexander Abel Smith (Henriette Alice Cadogan)                                                                           | (1914–2005) Lady-in-Waiting 1949–1987                                                   |
| Women of the Bedchamber | Lady Margaret Hay (Lady Margaret Katherine Seymour)                                                                           | (1918–1975) Woman of the Bedchamber 1953–1975                                           |
| Women of the Bedchamber | Hon. Mrs. Andrew Elphinstone (Jean Frances Hambro)                                                                            | (* 1923) Cousin of the Queen                                                            |
| The Vice-Admiral of the United Kingdom | Admiral Sir Martin Eric Dunbar-Nasmith, VC, KCB                                                                               | (1883–1965)                                                                             |
| The Master of the Horse | Henry Hugh Arthur Somerset, 10. Duke of Beaufort KG, GCVO                                                                     | (1900–1984)                                                                             |
| The Master of the Horse | sein Coronet, getragen von seinem Pagen Ruben Harford, Esq.                                                                   | (1936–1978)                                                                             |
| The Gold-Stick-in-Waiting | Major-General Sir Richard Granville Hylton Howard-Vyse, KCMG, DSO                                                             | (1883–1962)                                                                             |
| The Captain General of the Queen’s Bodyguard for Scotland (The Royal Company of Archers) and Gold Stick for Scotland,                                                                                     | John James Hamilton Dalrymple, 12. Earl of Stair, KT, DSO                                                                     | (1879–1961)                                                                             |
| The Captain General of the Queen’s Bodyguard for Scotland (The Royal Company of Archers) and Gold Stick for Scotland,                                                                                     | sein Coronet, getragen von seinem Pagen Lord Archibald George Montgomerie                                                     | (* 1939) 1966 18. Earl of Eglinton                                                      |
| The Rear-Admiral of the United Kingdom | Admiral Sir Percy Lockhart Harnam Noble, GBE, KCB, CVO                                                                        | (1880–1955)                                                                             |
| Lord in Waiting | John Scott, 4. Earl of Eldon, KCVO                                                                                            | (1899–1976)                                                                             |
| Lord in Waiting | sein Coronet, getragen von seinem Pagen Hon. Simon Peter Scott                                                                | (* 1939) zweiter Sohn des Earls                                                         |
| The Captain of the Queen’s Bodyguard of the Yeomen of the Guard | William Onslow, 6. Earl of Onslow MC, TD                                                                                      | (1913–1971)                                                                             |
| The Captain of the Queen’s Bodyguard of the Yeomen of the Guard | sein Coronet, getragen von seinem Pagen Michael John Hare, Esq.                                                               | (* 1938) 1982 2. Viscount Blakenham                                                     |
| The Keeper of Her Majesty’s Privy Purse | Charles George Vivian Tryon, 2. Baron Tryon, KCVO, DSO                                                                        | (1906–1976)                                                                             |
| The Keeper of Her Majesty’s Privy Purse | sein Coronet, getragen von seinem Pagen Hon. Anthony Tryon                                                                    | (* 1940) 1976 3. Baron Tryon                                                            |
| The Private Secretary to the Queen | The Right Hon. Alan Frederick „Tommy“ Lascelles, GCB, GCVO, CMG, MC                                                           | (1887–1981) Privatsekretär von George V., Eduard VIII., George VI. und Elisabeth II.    |
| The Crown Equerry | Colonel Sir Dermot McMorrough Kavanagh, GCVO                                                                                  | (1890–1958)                                                                             |
| The Comptroller Lord Chamberlain’s Office | Lieut.-Colonel Sir Terence Edmund Gascoigne Nugent, GCVO, MC                                                                  | (1895–1973) 1960 Baron Nugent                                                           |
| Equerries to the Queen | Group Captain Peter Townsend, CVO, DSO, DFC                                                                                   | (1914–1995)                                                                             |
| Equerries to the Queen | Major Sir Michael Edward Adeane, KCVO, CB                                                                                     | (1910–1984) 1972 Baron Adeane of Stamfordham 1953–1972 Privatsekretär von Elisabeth II. |
| Equerries to the Queen | Captain Edward John Spencer, Viscount Althorp                                                                                 | (1924–1992) 1975 8. Earl Spencer, Vater der Diana Spencer                               |
| Equerries to the Queen | Captain Patrick Terence William Span Plunket, 7. Baron Plunket                                                                | (1923–1975)                                                                             |
| Equerries to the Queen | sein Coronet, getragen von seinem Pagen Sheridan Frederick Terence Hamilton-Temple-Blackwood, 5. Marquess of Dufferin and Ava | (1938–1988)                                                                             |
| The Field-Officer-In-Brigade Waiting | Colonel Thomas Foley Churchill Winnington, MBE                                                                                | (1910–1999)                                                                             |
| The Silver-Stick-in-Waiting | Colonel Edward John Sutton Ward, MVO, MC                                                                                      | (1909–1990)                                                                             |
| The Clerk of the Cheque and Adjutant of the Yeomen of the Guard | Lieut.-Colonel Ralph Charles Bingham, DSO                                                                                     | (1885–1977)                                                                             |
| The Lieutenant of the Yeomen of the Guard | Sir Allan Henry Shafto Adair, CB, DSO, MC                                                                                     | (1897–1988) 6. Baronet Adair                                                            |
| Twelve Yeomen of the Queen’s Bodyguard of the Yeomen of the Guard | |                                                                                         |

## Deutscher Vertreter bei der Krönung
- Franz Blücher[34]

## Quelle
- The London Gazette Nr. 40020 vom 20. November 1953. Seite 6238 ff. (PDF-Datei; 75 kB)